# Aaron Kostner
Aaron Kostner (ur. 8 lipca 1999 w Sterzing) – włoski narciarz, specjalista kombinacji norweskiej, zawodnik klubu G.S. Fiamme Oro.

## Kariera
Po raz pierwszy na arenie międzynarodowej Aaron Kostner pojawił się 28 września 2013 roku, kiedy wystartował w zawodach Alpen Cup. Zajął wtedy 43. miejsce w zawodach metodą Gundersena w Oberwiesenthal. W sezonie 2016/17 zwyciężył w klasyfikacji generalnej cyklu Alpen Cup, czterokrotnie stawał na podium, przy czym 12 marca 2017 roku we francuskim Chaux-Neuve odniósł swoje jedyne zwycięstwo w tym cyklu.
W lutym 2015 roku wystąpił na mistrzostwach świata juniorów w Ałmaty, zajmując indywidualnie 27. i 32. miejsce. Jeszcze czterokrotnie startował na imprezach tego cyklu, najlepsze wyniki osiągając podczas mistrzostw świata juniorów w Lahti w 2019 roku, gdzie wywalczył 4. miejsce indywidualnie oraz ósme miejsce w zawodach drużynowych.
W Pucharze Świata zadebiutował 16 grudnia 2017 roku w austriackim Ramsau zajmując 47. miejsce w Gundersenie. Podczas rozgrywanych w lutym 2018 roku igrzysk w Pjongczangu zajął ósme miejsce w sztafecie, 37. miejsce na normalnej skoczni oraz 44. miejsce na dużej.
W sezonie 2018/2019 zdobył pierwsze pucharowe punkty, zajmując dwudzieste drugie miejsce w fińskim Lahti. Podczas mistrzostw świata w Seefeld, zajął piąte miejsce w sprincie drużynowym, siódme miejsce w sztafecie, 13. miejsce na dużej skoczni oraz 24. miejsce na normalnej. Podczas finałowego weekendu w niemieckim Schonach uzyskał swój najlepszy wynik w karierze zajmując 12. miejsce.
Sezon 2019/2020 rozpoczął od udanych występów w fińskiej Ruce, gdzie we wszystkich trzech konkursach punktował, w kolejnych zawodach w norweskim Lillehammer raz zameldował się w czołowej 30. Podczas grudniowego treningu w Ramsau upadł na skoczni. Okazało się, że uszkodził lewe kolano i nie wystartował już do końca sezonu.

## Osiągnięcia

### Igrzyska olimpijskie
| Miejsce | Dzień     | Rok  | Miejscowość | Konkurencja           | Wynik zwycięzcy | Strata  | Zwycięzca       |
| ------- | --------- | ---- | ----------- | --------------------- | --------------- | ------- | --------------- |
| 37.     | 14 lutego | 2018 | Pjongczang  | Gundersen HS109/10 km | 24:51,4         | +3:39,0 | Eric Frenzel    |
| 44.     | 20 lutego | 2018 | Pjongczang  | Gundersen HS140/10 km | 23:52,5         | +5:56,0 | Johannes Rydzek |
| 8.      | 22 lutego | 2018 | Pjongczang  | Sztafeta HS140/4x5 km | 46:09,8         | +5:04,3 | Niemcy          |

### Mistrzostwa świata
| Miejsce | Dzień     | Rok  | Miejscowość      | Konkurencja                     | Wynik zwycięzcy | Strata  | Zwycięzca          |
| ------- | --------- | ---- | ---------------- | ------------------------------- | --------------- | ------- | ------------------ |
| 13.     | 22 lutego | 2019 | Seefeld in Tirol | Gundersen HS130/10 km           | 23:43,0         | +1:17,9 | Eric Frenzel       |
| 5.      | 24 lutego | 2019 | Seefeld in Tirol | Sprint drużynowy HS130/2x7,5 km | 28:29,5         | +1:37,1 | Niemcy             |
| 24.     | 28 lutego | 2019 | Seefeld in Tirol | Gundersen HS109/10 km           | 25:01,3         | +2:09,5 | Jarl Magnus Riiber |
| 7.      | 2 marca   | 2019 | Seefeld in Tirol | Sztafeta HS109/4x5 km           | 50:15,5         | +2:39,1 | Norwegia           |
| 15.     | 26 lutego | 2021 | Oberstdorf       | Gundersen HS106/10 km           | 23:01,2         | +1:34,7 | Jarl Magnus Riiber |
| 7.      | 28 lutego | 2021 | Oberstdorf       | Sztafeta HS106/4x5 km           | 43:57,7         | +3:25,4 | Norwegia           |
| 28.     | 25 lutego | 2023 | Planica          | Gundersen HS102/10 km           | 24:36,3         | +2:45,6 | Jarl Magnus Riiber |
| 4.      | 26 lutego | 2023 | Planica          | Sztafeta mieszana HS102/4x5 km  | 37:38,2         | +1:53,5 | Norwegia           |
| 6.      | 1 marca   | 2023 | Planica          | Sztafeta HS138/4x5 km           | 47:20,4         | +2:30,5 | Norwegia           |
| 30.     | 4 marca   | 2023 | Planica          | Gundersen HS138/10 km           | 23:42,6         | +5:07,0 | Jarl Magnus Riiber |
| 8.      | 28 lutego | 2025 | Trondheim        | Sztafeta mieszana HS102/4x5 km  | 36:37,5         | +3:31,6 | Norwegia           |
| 18.     | 1 marca   | 2025 | Trondheim        | Kompakt HS102/7,5 km            | 17:13,4         | +1:08,3 | Jarl Magnus Riiber |
| 6.      | 7 marca   | 2025 | Trondheim        | Sztafeta HS138/4x5 km           | 50:37,7         | +3:39,1 | Niemcy             |
| 15.     | 8 marca   | 2025 | Trondheim        | Gundersen HS138/10 km           | 24:57,5         | +2:38,1 | Jarl Magnus Riiber |

### Mistrzostwa świata juniorów
| Miejsce | Dzień       | Rok  | Miejscowość | Konkurencja           | Wynik zwycięzcy | Strata  | Zwycięzca             |
| ------- | ----------- | ---- | ----------- | --------------------- | --------------- | ------- | --------------------- |
| 27.     | 4 lutego    | 2015 | Ałmaty      | Gundersen HS100/10 km | 25:54,2         | +3:13,9 | Jarl Magnus Riiber    |
| 32.     | 6 lutego    | 2015 | Ałmaty      | Gundersen HS100/5 km  | 12:21,8         | +2:52,0 | Jarl Magnus Riiber    |
| 21.     | 23 lutego   | 2016 | Râșnov      | Gundersen HS100/10 km | 28:02,1         | +5:02,9 | Bernhard Flaschberger |
| 9.      | 25 lutego   | 2016 | Râșnov      | Gundersen HS100/5 km  | 11:01,5         | +1:04,7 | Tomáš Portyk          |
| 9.      | 26 lutego   | 2016 | Râșnov      | Sztafeta HS100/4x5 km | 57:31,8         | +8:14,5 | Austria               |
| 14.     | 31 stycznia | 2017 | Park City   | Gundersen HS100/10 km | 25:54,5         | +1:06,5 | Arttu Mäkiaho         |
| 9.      | 2 lutego    | 2017 | Park City   | Sztafeta HS100/4x5 km | 46:17,4         | +2:55,2 | Austria               |
| 12.     | 4 lutego    | 2017 | Park City   | Gundersen HS100/5 km  | 12:14,9         | +1:25,8 | Vinzenz Geiger        |
| 11.     | 30 stycznia | 2018 | Kandersteg  | Gundersen HS106/10 km | 22:58,3         | +1:10,3 | Ondřej Pažout         |
| 9.      | 1 lutego    | 2018 | Kandersteg  | Sztafeta HS106/4x5 km | 56:33,0         | +5:10,2 | Austria               |
| 9.      | 3 lutego    | 2018 | Kandersteg  | Gundersen HS106/5 km  | 11:28,8         | +43,6   | Vid Vrhovnik          |
| 6.      | 23 stycznia | 2019 | Lahti       | Gundersen HS100/5 km  | 13:43,0         | +47,8   | Julian Schmid         |
| 8.      | 25 stycznia | 2019 | Lahti       | Sztafeta HS100/4x5 km | 53:16,4         | +3:02,7 | Niemcy                |
| 4.      | 27 stycznia | 2019 | Lahti       | Gundersen HS100/10 km | 28:16,8         | +35,4   | Johannes Lamparter    |

### Zimowe Igrzyska Olimpijskie Młodzieży
| Miejsce | Dzień     | Rok  | Miejscowość | Konkurencja             | Wynik zwycięzcy | Strata    | Zwycięzca |
| ------- | --------- | ---- | ----------- | ----------------------- | --------------- | --------- | --------- |
| 9.      | 16 lutego | 2016 | Lillehammer | Gundersen HS100/5 km    | 13:31,4         | +1:00,0   | Tim Kopp  |
| 11.     | 18 lutego | 2016 | Lillehammer | skoki drużyn mieszanych | 709,5 pkt       | 230,5 pkt | Słowenia  |
| 10.     | 19 lutego | 2016 | Lillehammer | sztafeta mieszana       | 26:16,9         | +2:21,1   | Rosja     |

### Zimowy olimpijski festiwal młodzieży Europy
| Miejsce | Dzień       | Rok  | Miejscowość         | Konkurencja           | Wynik zwycięzcy | Strata  | Zwycięzca         |
| ------- | ----------- | ---- | ------------------- | --------------------- | --------------- | ------- | ----------------- |
| 5.      | 26 stycznia | 2015 | Tschagguns/Gaschurn | Gundersen HS108/10 km | 27:17,4         | +37,7   | Willi Hengelhaupt |
| 6.      | 28 stycznia | 2015 | Tschagguns/Gaschurn | Sztafeta HS108/4x5 km | 56:37,3         | +3:37,0 | Austria           |
| 4.      | 30 stycznia | 2015 | Tschagguns/Gaschurn | Gundersen HS108/5 km  | 13:40,9         | +45,0   | Willi Hengelhaupt |

### Puchar Świata

#### Miejsca w klasyfikacji generalnej
- sezon 2017/2018: niesklasyfikowany
- sezon 2018/2019: 51.
- sezon 2019/2020: 38.
- sezon 2020/2021: 36.
- sezon 2021/2022: niesklasyfikowany
- sezon 2022/2023: 32.
- sezon 2023/2024: 29.
- sezon 2024/2025: 32.

#### Miejsca na podium w zawodach indywidualnych chronologicznie
Jak dotąd Kostner nie stawał na podium indywidualnych zawodów Pucharu Świata.

### Puchar Kontynentalny

#### Miejsca w klasyfikacji generalnej
- sezon 2016/2017: 65.
- sezon 2017/2018: niesklasyfikowany
- sezon 2018/2019: 20.
- sezon 2019/2020: nie brał udziału
- sezon 2020/2021: nie brał udziału
- sezon 2021/2022: 13.
- sezon 2022/2023: 27.

#### Miejsca na podium chronologicznie
Jak dotąd Kostner nie stawał na podium indywidualnych zawodów Pucharu Kontynentalnego.

### Letnie Grand Prix

#### Miejsca w klasyfikacji generalnej
- 2018: (45.)[6]
- 2019: (32.)[7]
- 2021: niesklasyfikowany
- 2022: nie brał udziału
- 2023: 17. (38.)[8]
- 2024: 8. (20.)[9]

#### Miejsca na podium chronologicznie
Jak dotąd Kostner nie stawał na podium indywidualnych zawodów LGP.

### Alpen Cup

#### Miejsca w klasyfikacji generalnej
- sezon 2013/2014: 46.
- sezon 2014/2015: 41.
- sezon 2015/2016: 17.
- sezon 2016/2017: 1.
- sezon 2017/2018: 11.
- sezon 2018/2019: 39.

#### Miejsca na podium w konkursach indywidualnych Alpen Cup chronologicznie
| Nr | Data             | Miejscowość | Konkurencja           | Wynik zwycięzcy | Pozycja | Strata | Zwycięzca          |
| -- | ---------------- | ----------- | --------------------- | --------------- | ------- | ------ | ------------------ |
| 1. | 12 marca 2016    | Baiersbronn | Gundersen HS85/10 km  | 25:32,2         | 3.      | +6,9   | Mika Vermuelen     |
| 2. | 13 marca 2016    | Baiersbronn | Gundersen HS85/5 km   | 12:16,9         | 3.      | +35,4  | Constantin Schnurr |
| 3. | 17 grudnia 2016  | Seefeld     | Gundersen HS109/10 km | 27:04,8         | 3.      | +10,9  | Mika Vermuelen     |
| 4. | 25 lutego 2017   | Kranj       | Gundersen HS109/10 km | 25:20,3         | 3.      | +14,5  | Mika Vermuelen     |
| 5. | 11 marca 2017    | Chaux-Neuve | Gundersen HS118/10 km | 27:01,6         | 2.      | +24,7  | Luis Lehnert       |
| 6. | 12 marca 2017    | Chaux-Neuve | Gundersen HS118/5 km  | 11:22,4         | 1.      | –      | –                  |
| 7. | 24 września 2017 | Winterberg  | Gundersen HS87/5 km   | 15:29,4         | 3.      | +9,6   | Justin Moczarski   |